# Lascia ch’io pianga

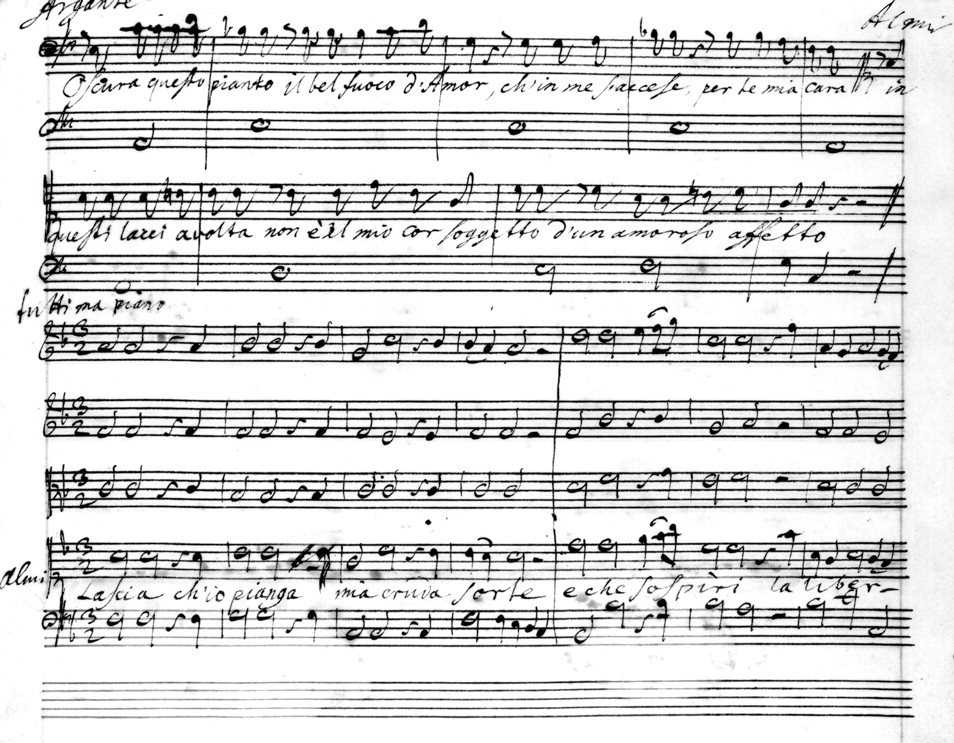
Рукописная партитура оперы «Ринальдо» (1711) со вступительными нотами арии

«Lascia ch’io pianga» («Позволь мне оплакать…» / «Дай мне слезами…») — ария Георга Фридриха Генделя на итальянском языке, жемчужина барочного репертуара сопрано и одна из самых известных арий барокко вообще.
Её мелодия впервые появилась в третьем акте оперы Генделя «Альмира» (1705) в форме сарабанды. Позднее композитор использовал эту тему в арии «Lascia la spina, cogli la rosa» («Оставь шипы, сорви розу»), исполняемой аллегорическим персонажем Удовольствие во второй части оратории «Триумф Времени и Разочарования» (1707, переработана в 1737 как «Триумф Времени и Истины»). Не следует путать эту арию с одноимённым номером из «Юпитера в Аргосе» (1739).
В 1711 году мелодия обрела новую жизнь в лондонской опере «Ринальдо», где превратилась в эмоциональный монолог пленницы Альмирены, обращённый к похитившему её царю Арганту. Согласно либретто Джакомо Росси слова «Позволь мне оплакать…» звучат в тот момент, когда Альмирена отвергает внезапное признание царя в любви и умоляет вернуть ей свободу. Успех Изабеллы Жирардо, исполнявшей на премьере роль Альмирены, закрепил связь номера именно с «Ринальдо». 
Гендель написал арию в тональности фа мажор, размере 3/2 и темпе largo. В первом издании Джона Уолша партитура содержала лишь вокальную линию и нецифрованный бас, без детальной оркестровки. Фридрих Кризандер, работавший с предполагаемой «исполнительской версией» Генделя (оригинал которой считается утерянным, хотя Британская библиотека хранит его фрагмент), добавил партии для двух скрипок, альта и виолончели. Современные издания часто основываются на его редакции, что заметно по расхождениям в мелизмах и расстановке слогов по сравнению с версией Уолша.
Ария записывалась почти всеми сопрано, работающими с репертуаром барокко (а также некоторыми звёздами поп-музыки — например, Барброй Стрейзанд), и звучала во множестве фильмов (от «Антон Иванович сердится» и «Фаринелли» до «Антихриста» и «Нимфоманки» Ларса фон Триера). В этом отношении конкуренцию ей среди арий эпохи барокко может составить только генделевское ларго.